# تاریخ تمدن اسلامی در قرن چهارم هجری
تاریخ تمدن اسلامی در قرن چهارم هجری کتابی از آدام متز با ترجمهٔ علیرضا ذکاوتی قراگزلو است که در سال ۱۳۶۲ منتشر و در مراسم کتاب سال جمهوری اسلامی ایران به‌عنوان کتاب برگزیده معرفی شد.